# Zygmunt Łuczkiewicz
Zygmunt Łuczkiewicz (ur. 1902, rozstrz. 24 lutego 1941 we Lwowie) – inżynier-geodeta,  ppor. rez. WP, asystent Politechniki Lwowskiej, reprezentant Stronnictwa Narodowego w Wydziale Społeczno-Politycznym. W czasie studiów członek Młodzieży Wszechpolskiej i korporacji akademickiej "Scythia"; w drugiej połowie lat 30. kierownik referatu propagandy w zarządzie powiatowym Stronnictwa Narodowego w Rzeszowie, w maju 1939 wybrany do rady miasta Rzeszowa z listy Katolicko-Narodowego Komitetu Wyborczego. Podczas okupacji podjął współpracę z ZWZ we Lwowie.
2 kwietnia 1940 aresztowany przez UNKWD obwodu lwowskiego. Osadzony został w więzieniu przy ul. Zamarstynowskiej we Lwowie. W dniach 19-20 listopada 1940 wraz z dwunastoma innymi członkami komendy Obszaru Lwowskiego ZWZ-1 (m.in. z jego komendantem ppłk. Władysławem Kotarskim ps. "Druh") zasiedli na ławie oskarżonych przed Lwowskim Sądem Obwodowym. Proces za zamkniętymi drzwiami zakończył się 20 listopada o godz. 2 w nocy. Trzynastu oskarżonych, w tym Łuczkiewicz, skazanych zostało na karę śmierci. 17 lutego 1941 Sąd Najwyższy ZSRR zatwierdził ten wyrok. Tydzień później 24 lutego 1941 Zygmunt Łuczkiewicz został rozstrzelany w więzieniu przy ul. Łąckiego we Lwowie.